# Фити, Таки
Таки Фити (макед. Таки Фити; родился 7 ноября 1950 года в Крушево, Народная Республика Македония, СФРЮ) — северомакедонский экономист, бывший министр финансов Республики Македония.

## Образование
Таки Фити окончил экономический факультет Университета Св. Кирилла и Мефодия в Скопье. В 1980 году получил степень магистра, а в 1983 году — доктора экономических наук.

## Карьера
С 1993 года по настоящее время (2009) преподаёт на экономическом факультете Университета в Скопье. С 2003 года является действительным членом Академии наук и искусств Республики Северная Македония .
С февраля 1996 по ноябрь 1998 года был министром финансов в правительстве Бранко Црвенковского.

## Публикации
Он автор и соавтор 19 книг, из них наиболее заметны:
- «Транснациональные компании и вывоз капитала»,
- «Современный капитализм»,
- «Предпринимательство и управление предпринимательством»,
- «Экономика — микроэкономический подход»,
- «Экономика — макроэкономические подход».